# Horaglanis krishnai
Horaglanis krishnai é uma espécie de peixe da família Clariidae.
É endémica da Índia.